# 多波

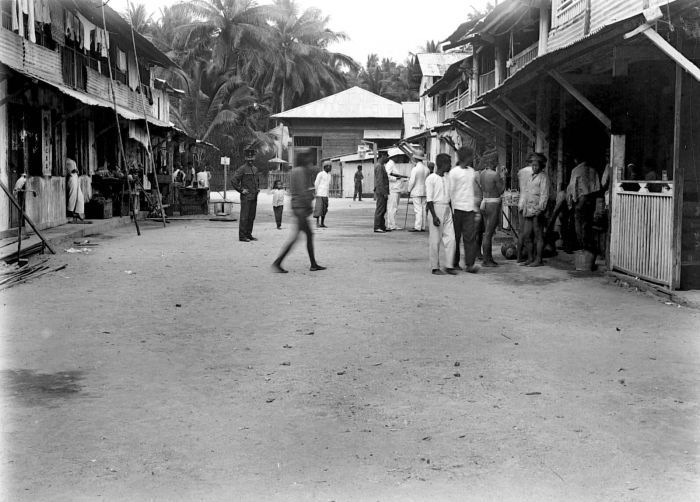
1912年的多波街道

多波（Dobo）是印度尼西亚马鲁古省的一个城镇，位于阿鲁群岛的瓦马尔岛（Warmar）上，是阿鲁群岛县的县治所在。2010年统计，多波所在的阿鲁岛屿区（印尼语：Kecamatan Pulau-Pulau Aru）共有人口36,604。
多波以出产高质的珍珠而闻名。多波也是阿鲁群岛的重要交通枢纽，是阿鲁群岛最大的港口，城镇西南有多波机场可以飞往省会安汶。

## 资料来源
1. ↑  Biro Pusat Statistik, Jakarta, 2011.